# Koślinka (Zapędowo)
Koślinka – część wsi Zapędowo w Polsce położona w województwie pomorskim, w powiecie chojnickim, w gminie Czersk. 
Miejscowość położona w pobliżu trasy linii kolejowej Czersk-Szlachta-Laskowice Pomorskie. 
W latach 1975–1998 miejscowość należała administracyjnie do województwa bydgoskiego.